# Guédéba Martin
Guédéba Martin est un comédien et metteur en scène ivoirien, réalisateur et directeur artistique de la série télévisée Faut pas fâcher (1995-2011). 

## Biographie
Guédéba Martin a créé le concept de « Duo Théâtre » en Côte d'Ivoire. En effet dans les années 1980, les nombreuses créations théâtrales utilisaient sur scène un nombre important de comédiens, et le jeu des comédiens n'était pas perçu de façon adéquate. S'inspirant de la théorie du « Théâtre pauvre » de Grotowski qui met en exergue le seul talent de l'acteur, Guédéba Martin a créé, en 1982, la pièce de théâtre 1+1 = 1, avec Kwahulé Koffi. Cette pièce écrite par Koffi Kwahule avait comme distribution l'auteur et Guédéba Martin. Cette pièce, en son temps a défrayé la chronique, car c'était la première fois, dans la pratique théâtrale ivoirienne, que deux acteurs ont eu à tenir en haleine un public habitué à voir sur scène un grand nombre de comédiens. Le quotidien Fraternité Matin en a donné un large écho, mettant en exergue la qualité de jeu des deux comédiens, l'habileté de l'écriture dramatique et l'originalité de la mise en scène. La télévision ivoirienne n'est pas non plus restée en marge de l'événement. Le prix du ticket d'entrée était fixé à mille cinq (1.005) francs CFA. 
Fort de cette expérience, Guédéba Martin s'est mis au service d'un certain nombre de lycées de Côte d'Ivoire. Il a partagé ses connaissances en matière de théâtre et a contribué à donner une connaissance du métier de comédien à des lycéens jusque-là peu informés.